# Bassaricyon neblina
Bassaricyon neblina (Олінґіто) — ссавець роду Олінго родини ракунові (Procyonidae). Його відкриття оприлюднили 15 серпня 2013.

## Таксономія
Олінго Bassaricyon neblina — один з шести видів роду Олінго (Bassaricyon). За весь час історії досліджень цього роду видова самостійність цієї форми не припускалася, і вид не вирізняли поміж інших представників  Bassaricyon, зокрема й поширених в Еквадорі.

## Зовнішній вигляд
Розміри варіюють від 32 до 40 см, довжина хвоста — від 33 до 40 см. Вага становить 0,75 — 1,1 кг. Від інших олінго відрізняється меншим розміром тіла, а також більш довгою, густішою та строкатішою шерстю. В Еквадорі вона має світло-коричневе забарвлення з чорними вкрапленнями, у Колумбії — червоно-коричневе.

## Спосіб життя та харчування
Про B. neblina поки відомо небагато. Хоча припускалося, що тварина є м'ясоїдною, але було з'ясовано, що цей вид харчується переважно фруктами та листям дерев. Веде нічний одиночний спосіб життя, рідко спускається з дерев на землю. У виводках самиць цього виду всього одне дитинча.

## Історія відкриття
Відкриття Bassaricyon neblina стало результатом тривалої роботи американського зоолога Крістофера Гелджена з систематизації наявних знань та матеріалів, пов'язаних з родом Bassaricyon: починаючи з 2003 р. Гелджен обстежив хутро та кістки тварин з цього роду в 19 музеях та колекціях, встановивши, що серед них присутні зразки, пов'язані з неідентифікованими тваринами. 
2006 року Гелджен разом з групою інших дослідників вирушив на пошуки цієї тварини у високогірні райони Еквадору, у хмарні ліси, на які вказували виявлені зразки, — і незабаром, знайшов раніше невідому тварину. Потім кілька років пішло на проведення молекулярно-генетичного дослідження ДНК, що підтвердило B. neblina справді є окремим видом. При цьому виявилося, що її ДНК вже малася у базі даних вчених: самиця цього виду була спіймана в Колумбії ще 1967 року, але помилково була прийнята за інший, більший за розмірами тіла вид. Спроби схрестити її з самцями іншого виду були безуспішними. 
2013 року Гелджен з колегами опублікував результати свого дослідження, і Bassaricyon neblina отримав популярність, ставши першим представником хижих ссавців Нового Світу, відкритим після перерви у 35 років.